# Laura Partenio
Laura Partenio (ur. 29 grudnia 1991 w Wenecji) – włoska siatkarka, grająca na pozycji przyjmującej. 
W sezonie 2017/2018 nie grała w żadnej drużynie z powodu ciąży.

## Sukcesy klubowe
Puchar Francji:
- 2014

Mistrzostwo Francji:
- 2014

Puchar Włoch:
- 2015

Mistrzostwo Włoch:
- 2015

## Sukcesy reprezentacyjne
Mistrzostwa Europy Kadetek:
- 2007

Mistrzostwa Europy Juniorek:
- 2008

Igrzyska Śródziemnomorskie:
- 2013

## Nagrody indywidualne
- 2008: Najlepsza atakująca Mistrzostw Europy Juniorek